# XIII Korpus Armijny (Cesarstwo Niemieckie)

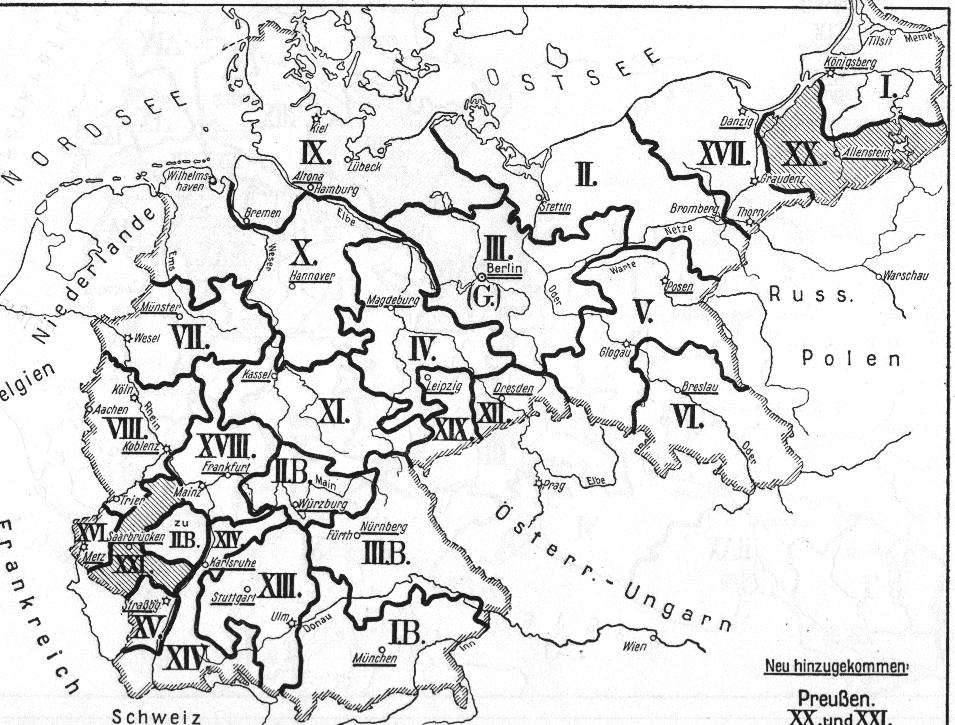
Zasięg korpusów w 1914

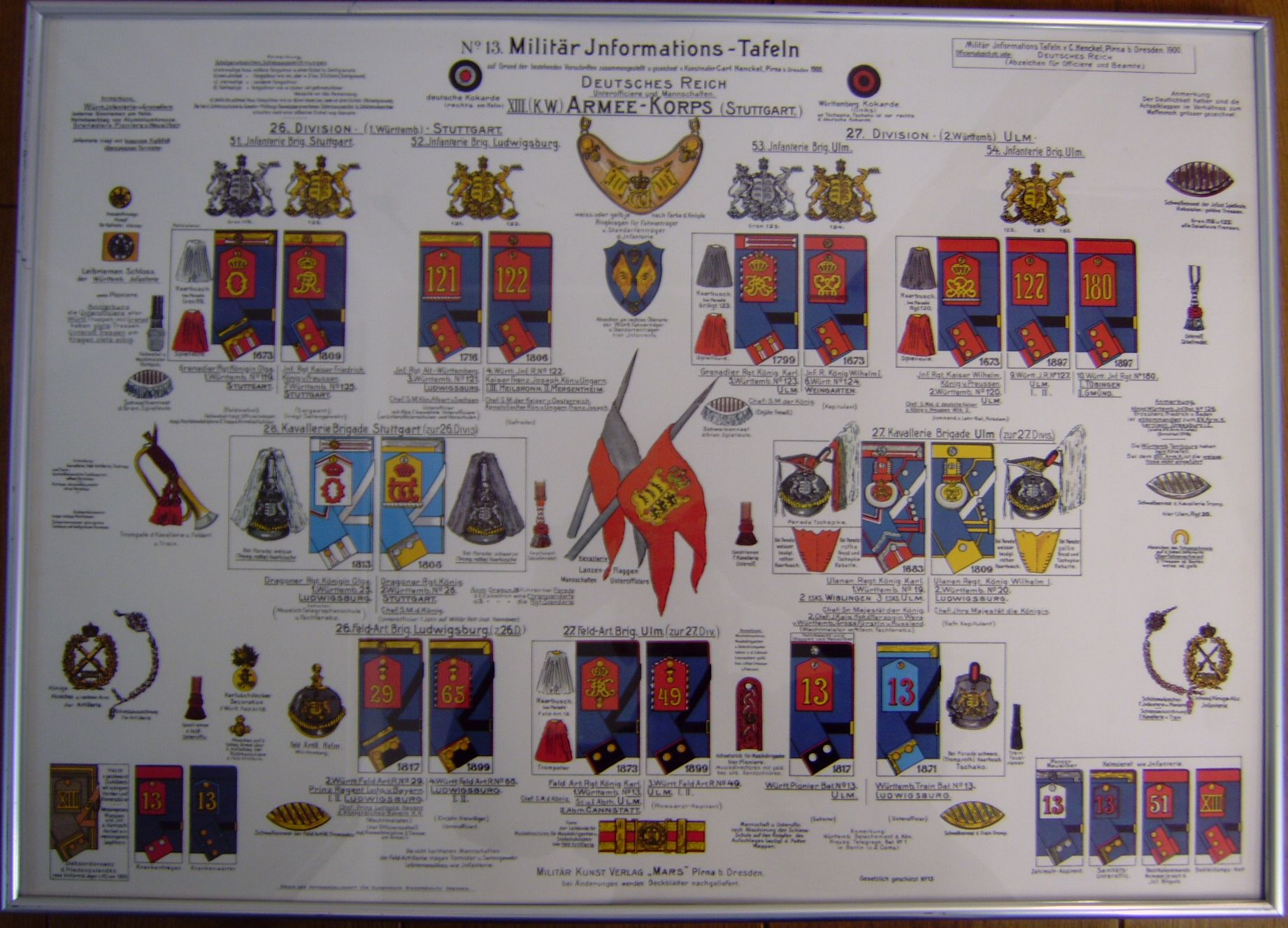
Symbole korpusu

XIII Korpus Armijny  (niem. XIII. Armee-Korps)  – wyższy związek taktyczny Armii Cesarstwa Niemieckiego. 

## Charakterystyka
29 czerwca 1912 armię niemiecką zorganizowano w 25 korpusów prowadzących rekrutację na terenach 22 terytorialnych okręgów korpuśnych. Każdy korpus tworzyły dwie dywizje piechoty, zwykle o kolejnych numerach. Korpusy zgrupowane były w osiem inspekcji armii. Barwą XIII KA był kolor czerwony.
W sierpniu 1914 rozwinięto w Niemczech do etatów wojennych związki operacyjne (armie). W skład 5 Armii wszedł między innymi XIII Korpus Armijny. W I wojnie światowej korpus walczył na froncie zachodnim.
Korpus na stopie wojennej początkowo składał się ze sztabu korpusu, oddziałów korpuśnych i dwóch dywizji piechoty. Jednak wojna pozycyjna wymusiła bardziej płynną organizację korpusów, która umożliwiałaby przerzucanie nawet do sześciu dywizji na odcinki korpusów znajdujących się na głównym wysiłku obrony. Reformę tę sformalizowano w grudniu 1916, a Korpus od tej pory traktowano jako tymczasowe zgrupowanie poszczególnych dywizji.

## Struktura organizacyjna
Skład od 2 VIII 1914 do 20 IX 1915:
- dowództwo korpusu
- 26 Dywizja Piechoty
- 27 Dywizja Piechoty

## Dowódcy korpusu
| Stopień           | Imię i nazwisko                        | Data        |
| ----------------- | -------------------------------------- | ----------- |
|                   | Fryderyk Franciszek II                 |             |
| generał lejtnant  | Wolf Louis Ferdinand von Stülpnagel    | 19 X 1871   |
| generał piechoty  | Ferdinand Emil Karl von Schwartzkoppen | 24 XII 1873 |
| generał piechoty  | Hans Ferdinand von Schachtmeyer        | 26 I 1878   |
| generał kawalerii | Gustav Hermann von Alvensleben         | 15 V 1886   |
| generał piechoty  | Wilhelm von Woelckern                  | 26 X 1890   |
| generał piechoty  | Oskar von Lindequist                   | 22 III 1895 |
| generał lejtnant  | Ludwig Freiherr von Falkenhausen       | 25 III 1899 |
| generał piechoty  | Konrad von Hugo                        | 22 III 1902 |
| generał piechoty  | Joseph von Fallois                     | 4 IV 1907   |
| generał kawalerii | Albrecht Wirtemberski                  | 25 II 1908  |
| generał piechoty  | Max von Fabeck                         | 1 III 1913  |
| generał piechoty  | Theodor Freiherr von Watter            | 9 III 1915  |
| generał piechoty  | Hermann von Staabs                     | 17 III 1918 |
| generał piechoty  | Theodor Freiherr von Watter            | 22 V 1918   |